# Composta John Innes
Le composte John Innes sono delle composte per piante coltivate, sviluppate dall'Istituto inglese omonimo, con sede a Norwich. Sono molto note nel mondo anglofono, tanto da diventare standard per indicare le tipologie di composte. Le composizioni sono rilasciate nel pubblico dominio.
Esistono varie composizioni:
- Composta John Innes (JI) n. 1, adatta per le piante appena nate
- Composta JI n. 2, adatta per le piante giovani
- Composta JI n. 3, adatta per le piante adulte
- Composta da semi
- Composta da radicazione, adatta per talee, margotte e propaggini
- Composta per ericaceae (azalee e rododendri)
- Composta senza terra (soilless)

## Composta base
La composta base è formata da
- Terriccio o limo a base di creta, sterilizzato
- Torba
- Sabbia o sassolini

nella proporzione 7 : 3 : 2 in volume.
A questa composta si aggiungono poi i fertilizzanti:
- Miscela di cornunghia, superfosfato e solfato di potassio, nelle proporzioni 2 : 2 : 1, nella quantità di 2'5 kg/metro cubo.
- gesso o calcare sbriciolato, 0,5 kg/metro cubo

Partendo dalla composta base, JI #1, e raddoppiando o triplicando il fertilizzante e il gesso, si ottengono rispettivamente la JI #2 e la JI #3.
La miscela di fertilizzanti base equivale ad un fertilizzante con tenore NPK (Azoto – Fosforo – Potassio) 12-20-25, nella dose di 1 kg/metro cubo. Sono presenti anche gli altri macronutrienti (Ca, Mg e S), in aggiunta a quelli forniti da torba e terriccio, che inoltre forniscono anche i microelementi necessari (B, Cl, Co, Cu, Fe, Mn, Mo, Na, Ni, Si, Zn).
Il fertilizzante NPK è caratterizzato da tre numeri, che indicano la percentuale peso / peso dei tre elementi, quindi 12-20-25  vuol dire 12 kg di azoto, 20 di fosforo (come P2O5), e 25 potassio (come K2O) per ogni 100 kg di prodotto. Se si dispone di un fertilizzante 5-10-15, ad esempio, per convertire le quantità di fertilizzante per un litro di JI #1, ad esempio, andranno effettuate le seguenti operazioni
1. si porta il tenore di azoto (N) del fertilizzante pari a quello richiesto:
{\displaystyle 12\div 5=2.4\rightarrow (5,10,15)\times 2.4=(12,24,36)}, per 2.4 kg/metro cubo
2. Il totale di fosforo (P) e potassio (K) sono eccessivi: prendo il più alto (K) e lo riconduco a 25, come richiesto
{\displaystyle 25\div 36=0.69{\bar {4}}\rightarrow (12,24,36)\times 0.69{\bar {4}}=(8.3,16.7,25)}, a 1.67 kg/metro cubo
3. Aggiungo poi fertilizzanti monocomponente del tipo nitrato d'ammonio (33-0-0) e superfosfato (0-20-0) per arrivare alle quantità richieste: devo aggiungere 20%-16.7% = 3.3% = 0,033 kg/metro cubo di P e 0,37 kg/metro cubo di N
{\displaystyle 0.033\div 0.20=0.165kg} di superfosfato
{\displaystyle 0.037\div 0.33=0.112kg} di nitrato d'ammonio

In totale, quindi avremo: 
- 1.67 kg di fertilizzante 5-10-15
- 0.167 kg di superfosfato
- 0.112 kg di nitrato d'ammonio

per ogni metro cubo di composta. Da notare che i tre fertilizzanti sono circa in proporzione 30:3:2, di cui prendo 1.95 kg/metro cubo.
Per la sterilizzazione del terriccio esistono molti procedimenti. Per le modeste quantità del fai da te, uno molto rapido è la sterilizzazione tramite acqua bollente: si stende il terriccio in uno strato sottile, su cui viene fatta passare acqua bollente. L'acqua può poi essere raccolta e usata per innaffiare. Per chi ha un appezzamento di terra a disposizione, un metodo di sterilizzazione lento ma efficace, e soprattutto a costi contenuti, è una specie di pastorizzazione a radiazione solare: basta stendere un foglio di plexiglas o di altro materiale plastico trasparente sul terreno, fissato lungo il bordo, per l'intero periodo estivo. Le alte temperature raggiunte per la lunga durata sterilizzano il terreno per una profondità di almeno 20 cm, nel nord Italia, arrivando a 30 cm al sud.

## Composta da semi
- Terriccio o limo a base di creta, sterilizzato
- Torba
- Sabbia o sassolini

nella proporzione 2 : 1 : 1 in volume.
A questa composta si aggiungono superfosfato e del calcare sbriciolato, nelle stesse proporzioni della composta base.
Per una migliore radicazione, è bene setacciare la composta con un setaccio fine.

## Composta da radicazione
- Terriccio o limo a base di creta, sterilizzato
- Torba
- Sabbia o sassolini

nella proporzione 1 : 2 : 1 in volume, senza aggiunta di fertilizzanti.

## Composta per ericaceae
- Terriccio o limo a base di creta, sterilizzato
- Torba
- Sabbia o sassolini

nella proporzione 2 : 1 : 1 , a cui si aggiungono 0,6 kg/metro cubo di zolfo sublimato e 1,2 kg/metro cubo di superfosfato, equivalente a 1 kg/metro cubo di fertilizzante 0-25-0

## Composta senza terriccio (soilless)
- Torba
- Sabbia o sassolini

nella proporzione 3 : 1.